# Piotr Janczerski
Piotr Janczerski, właściwie Piotr Janik (ur. 8 września 1938 w Łodzi, zm. 6 marca 2018 tamże) – polski wokalista i autor tekstów piosenek, także aktor, scenarzysta i reżyser.

## Życiorys
Ukończył Państwową Szkołę Instruktorów Teatralnych w Łodzi. Uprawnienia aktora estradowego uzyskał w 1961 roku. W 1963 r. został konferansjerem, a później wokalistą zespołu Niebiesko-Czarni, z którym współpracował od 1963 do 1967 i z którym w 1967 roku wystąpił w filmie pt. Mocne uderzenie w reżyserii Jerzego Passendorfera. Po odejściu z zespołu (1967) założył folkowy zespół No To Co, z którym związany był do 1971 r.
We wrześniu 1971 roku utworzył zespół Bractwo Kurkowe 1791, który działał pod tą nazwą do 1977 r., a w latach 1978–1980 pod nazwami Bractwo i Express Band. Po rozwiązaniu zespołu powołał do życia m.in. grupę Fraction z którą dokonał nagrań radiowych. Od połowy lat osiemdziesiątych artysta reżyserował widowiska plenerowe i współpracował z grupą Babsztyl (1983–1985). Zajmował się także kompozycją oraz pisaniem tekstów piosenek i scenariuszy programów dla dzieci.
W 1993 roku reaktywował grupę No To Co, z którą koncertował w Polsce oraz USA i Kanadzie.
Wśród nagród, które zdobył, jest medal 200-lecia USA za przygotowane widowiska Wieczerza wigilijna u księcia Radziwiłła, Panie Kochanku dla Polonii amerykańskiej. Za popularyzację polskiego folkloru otrzymał nagrodę państwową III stopnia Ministra Kultury i Sztuki oraz nagrodę Przewodniczącego Komitetu ds. Radia i Telewizji.
W 2016 r. zrealizował 1. część tryptyku „Z mojego śpiewnika domowego” – solowy, autorski album zawierający 11 piosenek premierowych i 1 cover; tytuł albumu: Piotr Janczerski. Powracamy tak jak ptaki. Zmarł 6 marca 2018 roku w Łodzi. Został pochowany na cmentarzu parafialnym w Rudzie Pabianickiej.

## Wybór tekstów piosenek
- A ja lubię defilady
- Ballada grudniowa
- Ballada o drwalu
- Ballada o kataryniarzu
- Beczkowóz
- Burza
- Czas jak złodziej
- Defilady
- Dokąd jedziecie panie Michale
- Dom nad doliną
- Drewniane świątki
- Dyskoteka babci
- Dźwięki walca kołyszą wspomnienia
- Dzwonki leśne
- Franio lodziarz
- Gdy chciałem być żołnierzem
- Gdy się żenił wiatr z chmurami
- Hej, przynieście
- Hej widział ja zbójników
- Hosanna śpiewajmy
- Imieniny u sąsiadki
- Inne kwiaty
- Kalendarz o tym wie
- Kasia i słońce
- Kłaniają się Tatry
- Kocham swoje miasto
- Kole mej chałupy
- Kolej warszawsko-wiedeńska
- Kolorowe szkiełko
- Krowi dzwonek
- Kwiaciarka Lili
- Mamy to kochanie
- Market-place rooster
- Miasto, którego nie ma
- Miłość jak wiersz
- Mój przyjaciel cień
- Mój stary dom
- Moja Santa Maria
- Moja wiara
- Na podwórku przy trzepaku
- Najpiękniejsza jest moja ojczyzna
- Nasz pokłon
- Nie byłem nigdy w San Francisco
- Niech wam życie płynie wesoło
- Nikifor
- O czym śpiewa wiatr
- O ile nie pamiętacie, posłuchajcie
- Obrazki sielskie
- Pożar w Kwaśniewicach
- Ptaki, pola, lasy
- Skończyły się wakacje
- Szkolne kochanie
- Te opolskie dziouchy